# Коршилівка
Корши́лівка — село в Україні, у Підволочиській селищній громаді Тернопільського району Тернопільської області. Розташоване на сході району.
До 2015 підпорядковувалося Супранівській сільській раді. Від вересня 2015 року ввійшло у склад Підволочиської селищної громади.
Населення — 164 особи (2001).

## Історія
Відоме від XVIII ст.
12 червня 2020 року, відповідно до розпорядження Кабінету Міністрів України  № 724-р «Про визначення адміністративних центрів та затвердження територій територіальних громад Тернопільської області», увійшло до складу Підволочиської селищної громади.
19 липня 2020 року, в результаті адміністративно-територіальної реформи та ліквідації Підволочиського району, село увійшло до складу новоствореного Тернопільського району.

## Пам'ятки
Є церква святого великомученика Димитрія Солунського (1901, кам'яна; із вмурованою стелою з прізвищами полеглих 1914—1921 за волю України). Належить до УПЦ КП (з 2019 ПЦУ). Настоятель —протоієрей Василь Сеник.
Із Коршилівки походить оригінальна пам'ятка давньої української літератури — рукописний збірник із 13 віршів початку ХІХ ст., що належав місцевому селянину Олексі Яремкові. У 1898 р. Улян Дроздовський передав цей збірник відомому українському дослідникові Володимиру Гнатюку і той опублікував опис пам'ятки та пісні разом з аналізом літературних паралелей до них у збірках Якова Головацького, Вацлава з Олеська та Жеготи Паулі.

## Соціальна сфера
Діють клуб, бібліотека, Каламбур (бар).

## Відомі люди

### Народилися
- керівник повстанського загону «Дванадцятка» І. Цепко,
- громадсько-політичний діяч, видавець І. Яремко.
- Біба

## Галерея

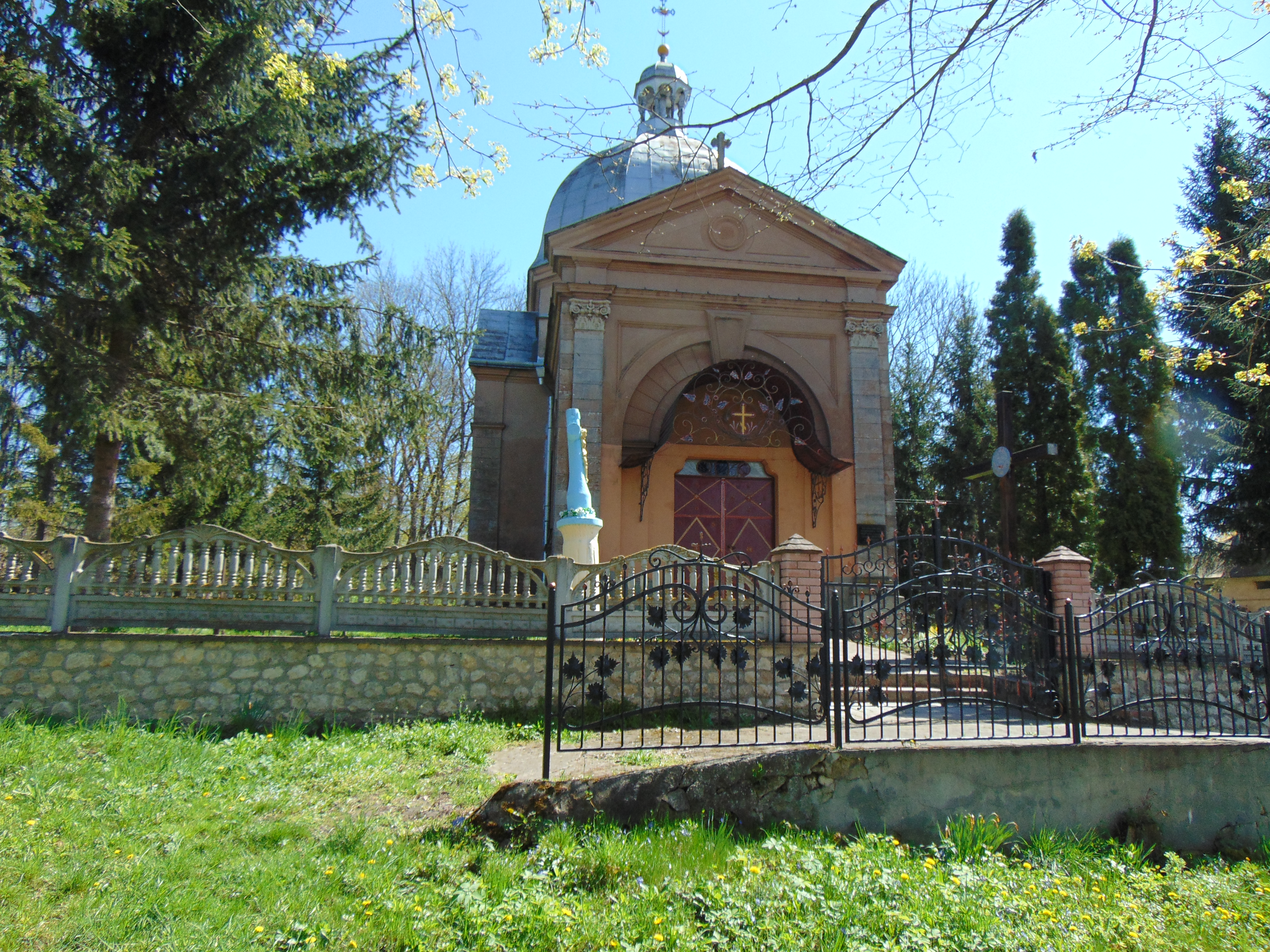
Церква Св.Димитрія
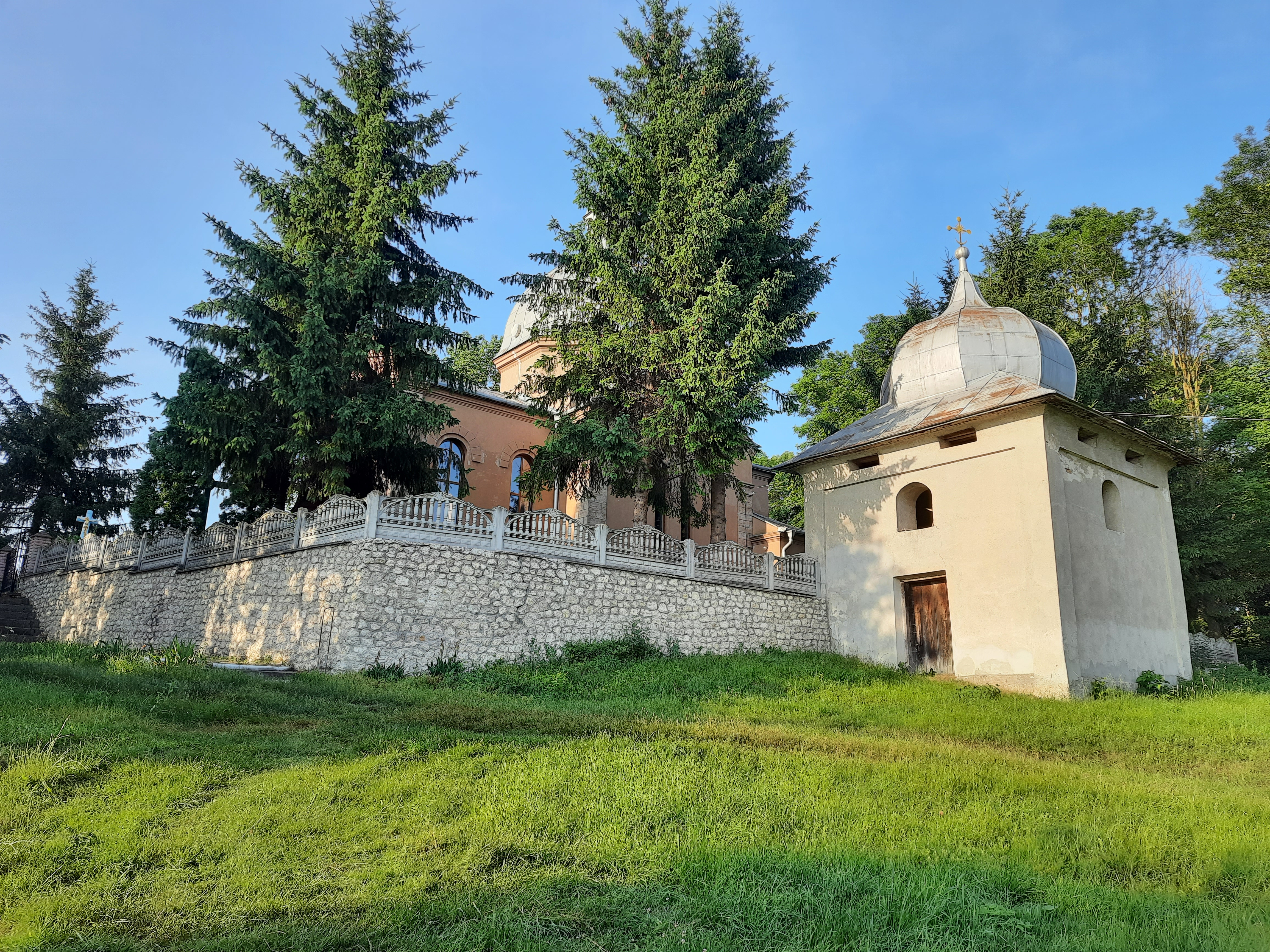
Церква Святого Димитрія
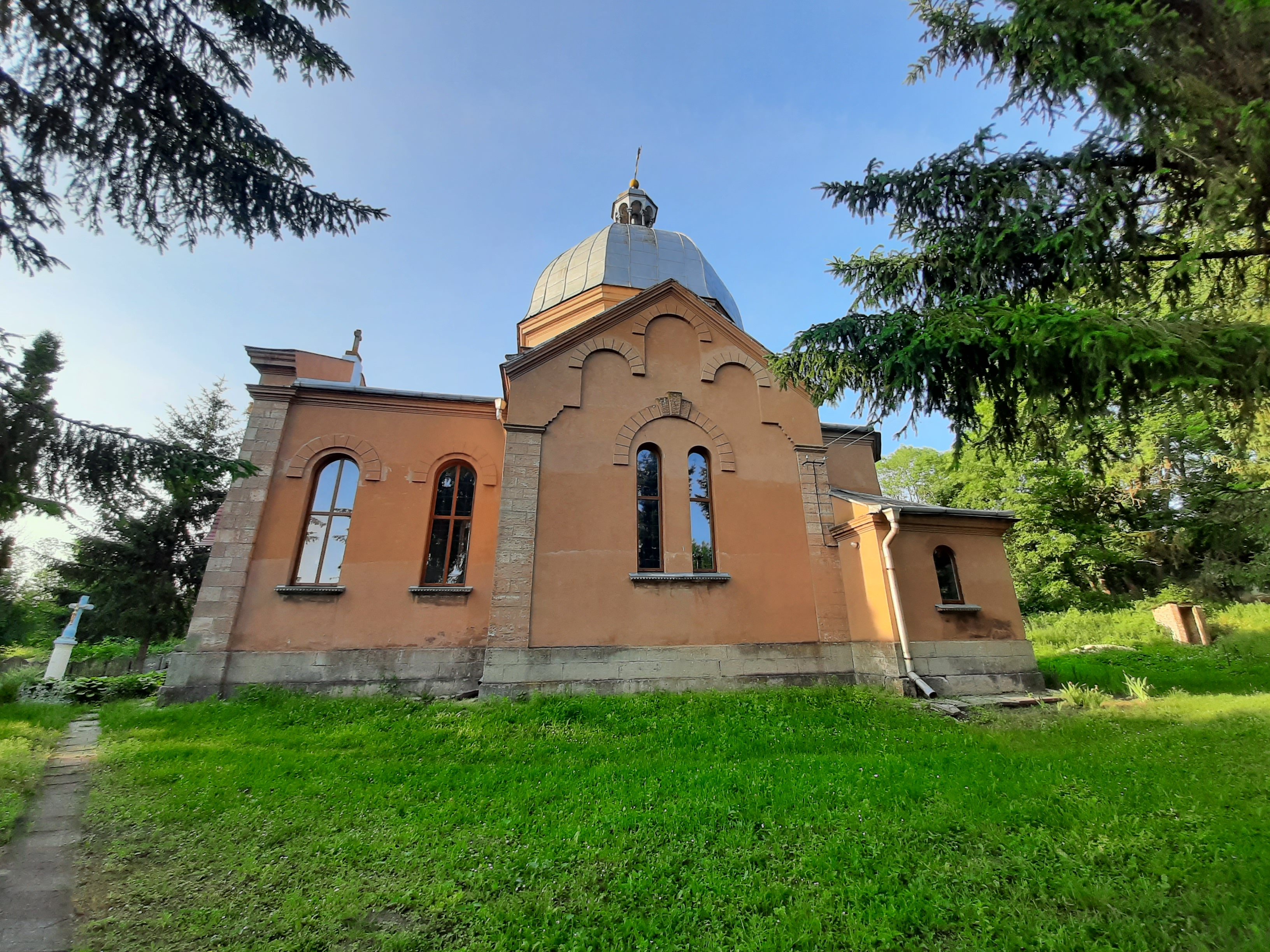
Церква Святого Димитрія
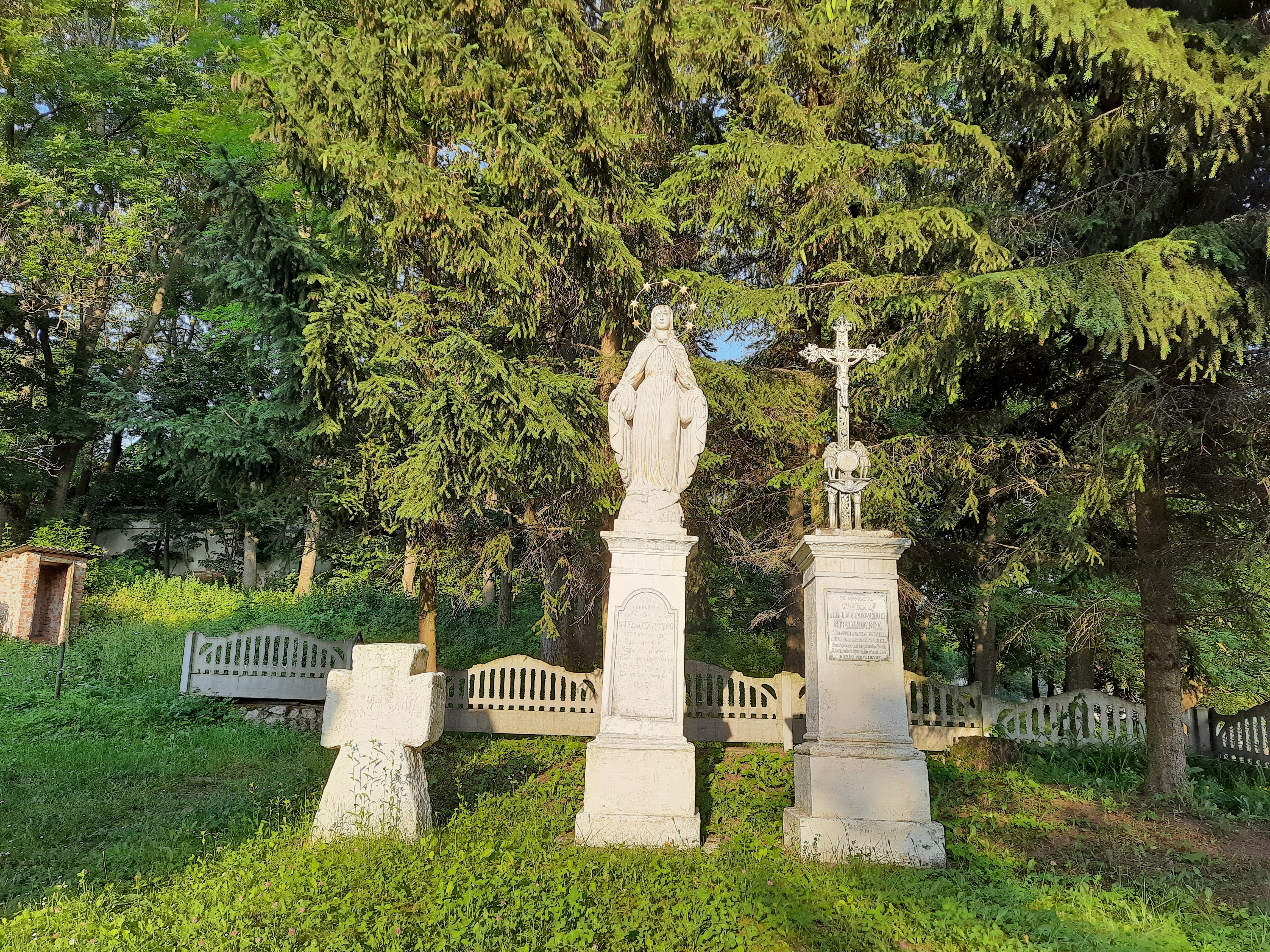
Статуя Божої Матері
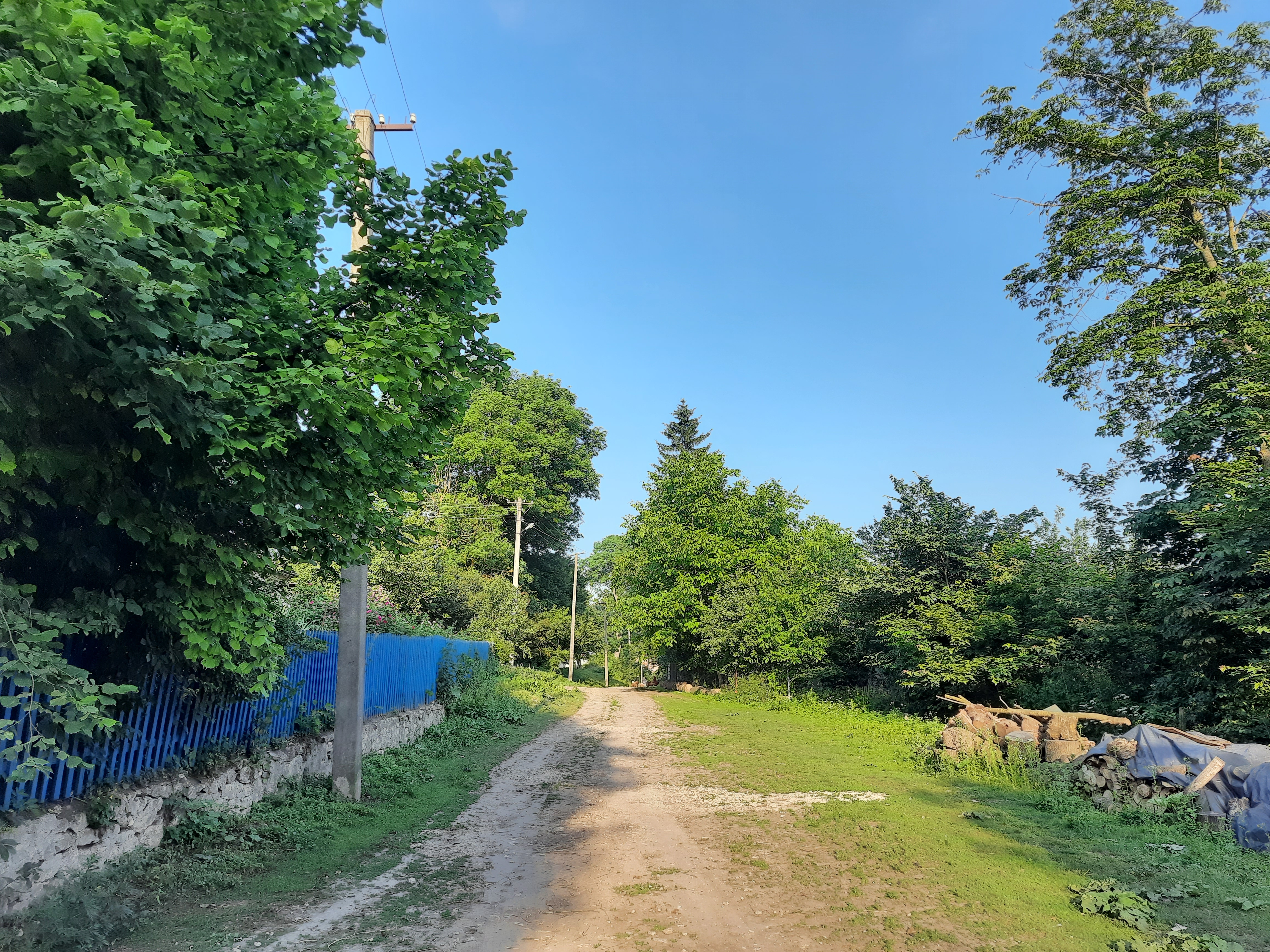
Сільська вулиця